# Азербайджан на «Евровидении-2011»
В 2011 году Азербайджан принял участие в конкурсе песни Евровидение в 4-й раз. Мероприятие состоялось в немецком городе Дюссельдорф. Страну представляли певцы Ell и Nikki с песней «Running Scared».

## Евровидение
Азербайджан выступает в первом полуфинале. В результате жеребьёвки стало известно, что Ell и Nikki выйдут на сцену конкурса под номером 18. Нигяр Джамал жила со своим мужем в Англии и в совершенстве знает английский, а Эльдар Касимов знает несколько языков : английский, русский, азербайджанский, турецкий, немецкий и французский

## Национальный отбор
Из примерно 60 кандидатов, в январе 2011 года было отобрано 5 финалистов:
- Нигяр Джамал
- Айнишан Гулиева
- Ильгара Ибрагимова
- Эльдар Гасымов
- Ильхама Гасымова

По итогам финала отборочного тура, прошедшего 11 февраля 2011, право представлять Азербайджан на Евровидении получили Эльдар Гасымов и Нигяр Джамал.

## Финал

### Выступление
В финале Евровидения 2011 Азербайджан одержал победу, набрав 221 балл. Это первая победа Азербайджана на Евровидении.

### Голосование

#### Полуфинал
Азербайджан участвовал в первом полуфинале. Максимальное количество баллов Азербайджану отдали Грузия и Турция. Азербайджан, в свою очередь, отдал 12 баллов Турции, 10 баллов — Греция, а 8 баллов — Грузии. В результате, Азербайджан, заняв второе место, вышел в финал.
| Голоса за исполнителей Азербайджана в полуфинале | Голоса за исполнителей Азербайджана в полуфинале |
| ------------------------------------------------ | ------------------------------------------------ |
| Оценка                                           | Страна                                           |
| 12                                               | Грузия, Турция                                   |
| 10                                               | Хорватия, Литва, Мальта, Россия                  |
| 8                                                | Исландия, Польша                                 |
| 7                                                | Греция, Венгрия, Португалия                      |
| 6                                                | -                                                |
| 5                                                | Албания, Финляндия, Сан-Марино                   |
| 4                                                | Великобритания                                   |
| 3                                                | -                                                |
| 2                                                | -                                                |
| 1                                                | Испания, Швейцария                               |

| Голосование Азербайджана в полуфинале | Голосование Азербайджана в полуфинале |
| ------------------------------------- | ------------------------------------- |
| Оценка                                | Страна                                |
| 12                                    | Турция (13 место)                     |
| 10                                    | Греция (1 место)                      |
| 8                                     | Грузия (6 место)                      |
| 7                                     | Мальта (11 место)                     |
| 6                                     | Сан-Марино (16 место)                 |
| 5                                     | Россия (9 место)                      |
| 4                                     | Хорватия (15 место)                   |
| 3                                     | Финляндия (3 место)                   |
| 2                                     | Албания (14 место)                    |
| 1                                     | Норвегия (17 место)                   |

#### Финал
В финале конкурса Азербайджан объявлял результаты голосования под 20-м номером, после Германии. В роли «глашатая» от Азербайджана выступила певица Сафура, представлявшая свою страну на «Евровидении 2010». Так, 12 баллов Азербайджан отдал Украине, 10 баллов — Грузии, а 8 баллов — Греции.
За Азербайджан проголосовало 30 стран, 12 стран не отдали Азербайджану ни одного голоса. Максимальное же количество баллов (12) Азербайджану дали только Россия (она объявляла первой голоса), Турция и Мальта. Тем не менее, дуэт Ell & Nikki, набрав 221 балл, стал победителем конкурса.
| Голоса за исполнителей Азербайджана в финале | Голоса за исполнителей Азербайджана в финале                                                       |
| -------------------------------------------- | -------------------------------------------------------------------------------------------------- |
| Оценка                                       | Страна                                                                                             |
| 12                                           | Мальта, Россия, Турция                                                                             |
| 10                                           | Хорватия, Молдавия, Румыния, Сан-Марино, Украина                                                   |
| 8                                            | Албания, Австрия, Босния и Герцеговина, Кипр, Эстония, Грузия, Исландия, Литва, Польша, Португалия |
| 7                                            | Венгрия, Словакия                                                                                  |
| 6                                            | Белоруссия, Франция, Нидерланды                                                                    |
| 5                                            | Финляндия, Греция                                                                                  |
| 4                                            | Израиль                                                                                            |
| 3                                            | Бельгия, Швеция                                                                                    |
| 2                                            | Латвия                                                                                             |
| 1                                            | Швейцария                                                                                          |

| Голосование Азербайджана в финале | Голосование Азербайджана в финале |
| --------------------------------- | --------------------------------- |
| Оценка                            | Страна                            |
| 12                                | Украина (4 место)                 |
| 10                                | Грузия (9 место)                  |
| 8                                 | Греция (7 место)                  |
| 7                                 | Молдавия (12 место)               |
| 6                                 | Румыния (17 место)                |
| 5                                 | Великобритания (11 место)         |
| 4                                 | Россия (16 место)                 |
| 3                                 | Швеция (3 место)                  |
| 2                                 | Венгрия (22 место)                |
| 1                                 | Италия (2 место)                  |